# Sten Forshufvud
Sten Forshufvud (né le 9 février 1903 et mort le 25 juin 1985) est chirurgien-dentiste suédois, et un amateur en toxicologie (domaine des poisons). Il a formulé et soutenu la théorie controversée que Napoléon Ier aurait été assassiné par un membre de son entourage en exil. Il a écrit un livre en suédois à ce sujet en 1961. Il a publié plus tard ses idées en anglais, dans un livre avec la collaboration de Ben Weider.

## Expériences
Forshufvud a testé cinq des cheveux de Napoléon avec Ben Weider pour remarquer des traces d'arsenic. Ils ont constaté des fluctuations de niveaux d'arsenic allant de normale à 38 fois plus élevé que la moyenne. Cela peut signifier que Napoléon a utilisé l'arsenic à des concentrations différentes à des moments différents pendant près de cinq ans avant sa mort.

## Controverses
Les conclusions de Forshufvud ont été contestés par les poils qui ont été testés sans résultat. Cependant, tous les échantillons de cheveux qui avaient été testées par Forshufvud par un laboratoire indépendant étaient des objets de famille qui ont été transmis par les générations. D'autant plus que tous les échantillons étaient très semblables. Ces échantillons de cheveux ont été prétendûment accordés aux membres du personnel de Napoléon et d'autres qu'il favorisait. Plusieurs échantillons de ces poils ne passent pas par les mains de Forshufvud et ont été envoyés directement au laboratoire d'essai en Écosse qui ont tous appuyé la théorie de Forshufvud.

## Soupçons
Forshufvud et Weider suggèrent que leur théorie selon laquelle Napoléon a été assassiné par un Français qui a servi sur le personnel de Napoléon lors de son exil (le suspect le plus probable était Montholon) est incompatible avec le fait que les Français honorent maintenant Napoléon comme l'un des grands héros de la France. En conséquence, ils ont compris que leur «preuve d'empoisonnement» serait toujours remise en question ou ridiculisée par les Français.

## Livres
- (en) Ben Weider et Sten Forshufvud, The murder of Napoleon, New York, N.Y, Berkley Books, 1983 (1re éd. 1982), 273 p. (ISBN 0-425-06050-0).
- (en) Sten Forshufvud et Ben Weider (préf. David G. Chandler), Assassination at St. Helena : the poisoning of Napoleon Bonaparte, Vancouver, Mitchell Press, 1978, 543 p. (ISBN 978-0-888-36028-1)